# Akasagarbha
Ākāśagarbha Bodhisattva is een van de acht grote bodhisattva's. Hij wordt gezien als de tweelingbroer van de bodhisattva Ksitigarbha. Akasagabha wordt kort genoemd in de Soetra van Ksitigarbha Bodhisattva.

## Mantra
De mantra van Akasagarbha wordt vaak gebruikt door Shingon boeddhisten en kunstenaars. Gelovigen denken dat de mantra wijsheid en creativiteit verhoogd. Ook zou het onwetendheid verjagen.
- Mandarijn: Na Mo Xu Kong Zang Pu Sa
- Vietnamees: Nam Mo Hu Khong Tang Bo Tat
- vertaling: ik zoek de toevlucht bij Akasagarbha Bodhisattva

Een andere mantra is de Sanskriet mantra: namo ākāśagarbhāya oṃ ārya kamari mauli svāhā.

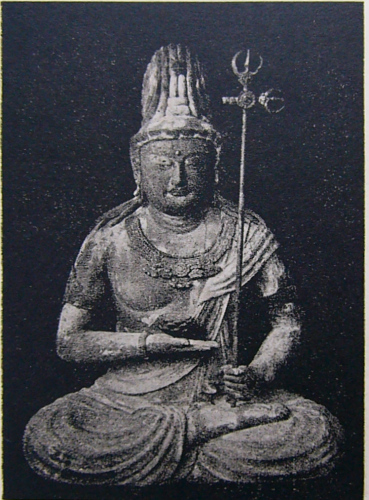
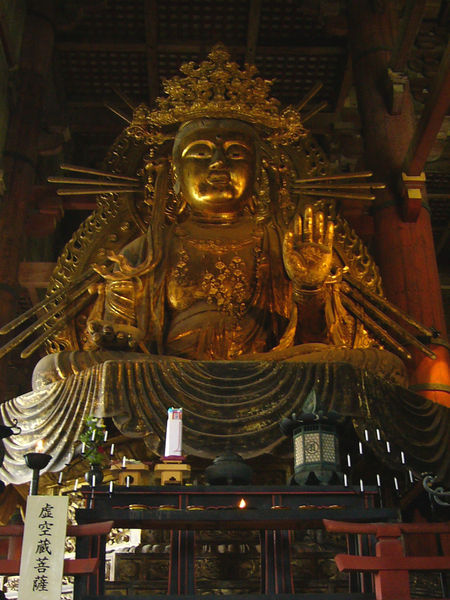
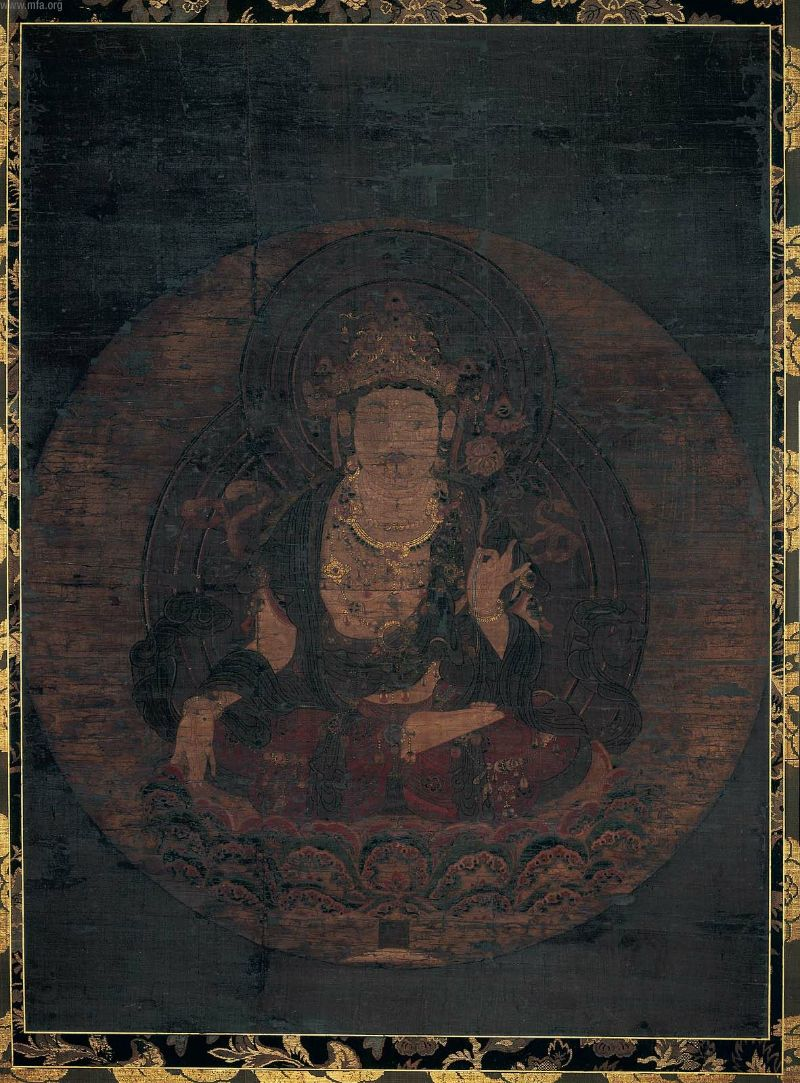